# Scovilleova skala
Scovilleova skala je skala kojom se opisuje ljutina u paprikama, koja ovisi od količine kapsaicina, koja se nalazi u kori paprike. Američki farmaceut Wilbur Scoville osmislio je ovu podjelu, koja je i nazvana po njemu.

## Scovilleova skala
| Gradacija Scovilleove skale | Tip paprike                                           |
| --------------------------- | ----------------------------------------------------- |
| 10,000.000 - 15,100.000     | Tanjokapsaicin                                        |
| 8,800.000 - 9,100.000       | Nordihidrokapsaicin                                   |
| 6,000.000 - 8,600.000       | Omodiidrokapsaicin, Omokapsaicin                      |
| 2,500.000 - 5,300.000       | Papreni sprej                                         |
| 1,067.286 - 2,000.000       | Škorpion Trinidada, Infinity čili paprika             |
| 855,000 - 1,041.427         | Naga Jolokia                                          |
| 876.000 - 970.000           | Dorset Naga                                           |
| 350.000 - 855.000           | Crvena habanero Savina, Indijski tezpur               |
| 100.000 - 350.000           | Habanero paprika, Scotch Bonnet                       |
| 50.000 - 100.000            | Santaka, Chiltepin, Tajlanska paprika, Rocoto         |
| 30.000 - 50.000             | Ají, Cayenna, Tabasco, Piquin                         |
| 15.000 - 30.000             | Chile de Arbol, Manzano, Calabrese                    |
| 5.000 - 15.000              | Yellow Wax, Serrano                                   |
| 2.500 - 5.000               | Jalapeno, Mirasol, Chipotle, Poblano                  |
| 1.500 - 2.500               | Sandia, Cascabel, NuMex Big Jim                       |
| 1.000 - 1.500               | Ancho, Pasilla, Espanola, Anaheim                     |
| 100 - 1.000                 | Meksičko zvono, Cherry, New Mexico, Anaheim, Peperone |
| 0 - 100                     | Paprika slatko zvono, Pimento                         |